# Nina (Alatskivi)
Nina – wieś w Estonii, w prowincji Tartu, w gminie Alatskivi.
We wsi znajduje się prawosławna XIX-wieczna cerkiew Opieki Matki Bożej. 